# Ildikó Farkasinszky-Bóbis
Ildikó Farkasinszky-Bóbis (Budapest, 5 settembre 1945) è un'ex schermitrice ungherese, vincitrice di tre medaglie d'argento ed una di bronzo nella scherma ai Giochi olimpici estivi. Vincitrice anche di una Coppa del Mondo di scherma.
È la figlia del lottatore Gyula Bóbis.